# Maison communale d'Evere
La maison communale d'Evere (en néerlandais : Gemeentehuis van Evere) est un édifice de style « paquebot » construit par l'architecte Robert Rousseau entre 1938 et 1939 et situé square Servaes Hoedemaekers à Evere, l'une des dix-neuf communes de la Région de Bruxelles-Capitale en Belgique.

## Description
L'ensemble, qui se présente sous la forme d'un hexagone concave, occupe une surface de 3 900 m2 et est flanqué d'un beffroi aveugle de 22 mètres de haut.

### Architecture
L'architecture est constituée de béton armé garni de briques jaunes émaillées. Les façades dépouillées mettent en évidence la hiérarchie des locaux par le seul profil des fenêtres. Les hautes et étroites baies de la façade sud-est marquent les salles d'honneur telles la salle des mariages (d'une dimension de 22 mètres sur 9), la salle du conseil communal et les locaux d'apparat. Ces salles, ainsi que l'escalier d'honneur, bénéficient aussi d'une décoration plus luxueuse composée de marbre, de lambris et d'ornements sculptés ou peints.
Seuls quatre bas-reliefs, dont trois sculptés en 1987 par Rudi De Raedt, ornent les façades extérieures :
- façade sud-est (square Servaes Hoedemaekers) :
  - blason de la commune dominé par l'inscription « EVERE » et surmontant l'inscription « ANNO 1939 », panneau de 4 mètres de haut sur 1,75 de large au-dessus du perron d'honneur,
  - Hommage aux briquetiers ;
- façade sud-ouest (rue Jean-Baptist Desmeth) :
  - blason de la Belgique,
  - Hommage aux cultivateurs de witloof.

### Agencement
Entièrement accessible aux personnes à mobilité réduite, la construction est constituée de quatre étages.

## Historique
Avant 1840, Evere ne possédant pas d'une maison communale dédiée, le conseil tient ses séances soit au domicile du bourgmestre soit dans un estaminet. Les publications officielles sont énoncées, par le bourgmestre, à haute voix puis affichées sur le parvis de l'église Saint-Vincent. Les différentes élections ont lieu soit dans un estaminet soit à l'intérieur de l'église Saint-Vincent fermée au culte pour l'occasion.

### L'ancienne maison communale
La première maison communale est construite entre 1839 et 1841 au coin de la rue de Tirlemont et du chemin de la Poste sous la direction de l'architecte Louis Spaak.
Il s'agit d'un édifice d'allure simple comprenant un rez-de chaussée, un bel étage, un demi étage et un comble. En annexe, se trouve un bâtiment plus petit servant de prison et de morgue. En 1844, une deuxième annexe est ajoutée. Il s'agit d'une école primaire, en remplacement de celle ouverte en 1837, où filles et garçons s'entassent dans un même local ; l'école est agrandie d'une seconde salle de classe en 1850 permettant ainsi de séparer les deux genres sexuels.
En 1869, un estaminet est ouvert au rez-de chaussée et pour remédier à l’inconvénient de devoir passer par celui-ci pour avoir accès aux locaux communaux, une nouvelle entrée est percée en 1874 dans la façade latérale. La fermeture du café en novembre 1898 permet à la commune de rénover l'édifice en 1900. En 1908, un téléphone manuel est installé. En 1924, les locaux sont pourvus de l'éclairage électrique. En 1927, un chauffage central remplace les poêles à charbon et, en 1928, un réseau téléphonique intérieur est installé.
Après l'inauguration de la nouvelle maison communale en 1939, les bâtiments ont tour à tour un autre usage tel le contrôle des chômeurs, le contrôle et la recette des contributions directes et entre 1944 et 1957, année de l'abandon définitif de l'immeuble comme édifice public, les services postaux.

### L'actuelle maison communale
Déjà en 1897, le conseil élabore le projet d'une nouvelle maison communale et en fait dresser les plans par l'architecte Henri Jacobs de Schaerbeek. Cependant, il abandonne le projet après deux ans de réflexion et se contente de rénover le bâtiment existant.
En 1931, à la suite d'une démographie en constante augmentation et de l'accroissement des travaux administratifs, la commune contracte un emprunt d'un million de francs belges auprès du Crédit communal de Belgique, achète un terrain sur le Geuzenberg (« Mont des geux » en néerlandais) à l'endroit appelé Dievenhoek (« Endroit des voleurs » en néerlandais) et fait dresser les plans d'un édifice en style néoroman. La Grande Dépression perdurant, les travaux sont arrêtés dès 1932.
C'est en 1937 que les travaux reprennent par l'entrepreneur Louis Feyaerts selon de nouveaux plans établis par le jeune architecte Robert Rousseau fraichement diplômé de l'Institut Saint-Luc. La première pierre est posée le 24 avril 1938 et le bâtiment de style « paquebot » inauguré le 2 juillet 1939. En 2002, l'ensemble est rénové, aménagé et agrémenté de deux fontaines par l’architecte Jacques Henry Baudon d'Uccle.

## Accès
Transport en commun :
- STIB :
  - autobus de Bruxelles : lignes 45, 64 et 65
- De Lijn :
  - autobus 270, 271, 272 et 471

Transport partagé :
- autopartage Cambio : station Conscience[4]
- vélos partagés Villo! : station square Hoedemaekers (station no 263)[5]

## Galerie média

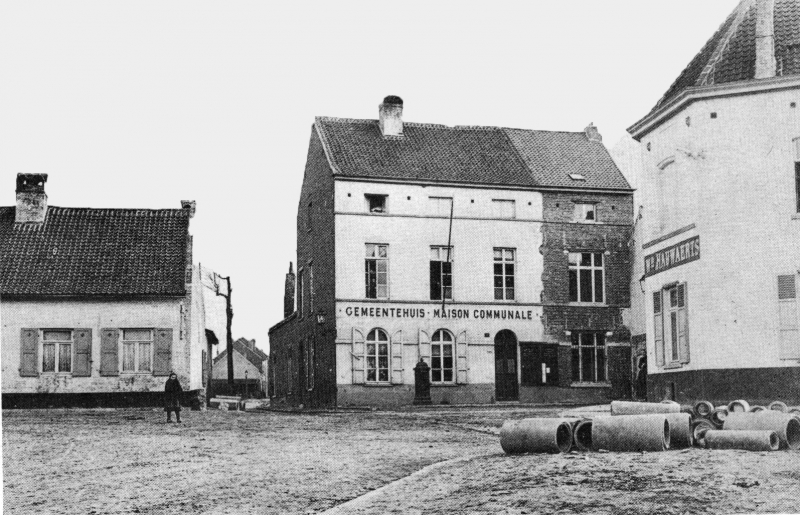
1905.